# Sport-Club Charlottenburg 2022-2023
Questa voce raccoglie le informazioni riguardanti lo Sport-Club Charlottenburg nelle competizioni ufficiali della stagione 2022-2023.

## Stagione
Lo Sport-Club Charlottenburg partecipa alla stagione 2022-23 con la denominazione sponsorizzata Berlin Recycling Volleys.
In 1. Bundesliga, dopo il primo posto in regular season, si aggiudica il suo tredicesimo scudetto, battendo in finale play-off il Friedrichshafen. I due club si erano già incrociati nella finale di Coppa di Lega, che aveva visto i berlinesi sollevare il trofeo per la prima volta. Si aggiudica anche la sua sesta coppa nazionale, battendo in finale il Dürener.
In ambito internazionale è invece di scena in Champions League, dove si spinge fino ai quarti di finale, estromesso dal torneo dagli italiani della Sir Safety Perugia.

## Organigramma societario
Area direttiva
- Presidente: Kaweh Niroomand

Area tecnica
- Allenatore: Cédric Énard
- Allenatore in seconda: Lucio Antonio Oro
- Scoutman: Rafał Zając

Area sanitaria
- Medico: Oliver Miltner
- Fisioterapista: Antu Fangmann, Sophia Fronicke

## Rosa
| N° | Nome             | Ruolo | Data di nascita   | Nazionalità sportiva |
| -- | ---------------- | ----- | ----------------- | -------------------- |
| 1  | Adam Kowalski    | L     | 16 settembre 1994 | Polonia              |
| 2  | Satoshi Tsuiki   | L     | 16 gennaio 1992   | Giappone             |
| 3  | Antti Ronkainen  | S     | 11 agosto 1996    | Finlandia            |
| 4  | Arshdeep Dosanjh | P     | 30 luglio 1996    | Australia            |
| 5  | Nehemiah Mote    | C     | 21 giugno 1993    | Australia            |
| 6  | Johannes Tille   | P     | 7 maggio 1997     | Germania             |
| 8  | Anton Brehme     | C     | 10 agosto 1999    | Germania             |
| 9  | Timothée Carle   | S     | 30 novembre 1995  | Francia              |
| 10 | Ángel Trinidad   | P     | 27 marzo 1993     | Spagna               |
| 11 | Cody Kessel      | S     | 3 dicembre 1991   | Stati Uniti          |
| 12 | Sašo Štalekar    | C     | 3 maggio 1996     | Slovenia             |
| 13 | Ruben Schott     | S     | 8 luglio 1994     | Germania             |
| 17 | Marek Šotola     | O     | 5 novembre 1999   | Rep. Ceca            |
| 18 | Matheus Krauchuk | O     | 4 novembre 1997   | Brasile              |

## Statistiche

### Statistiche di squadra
| Competizione      | Punti | In casa | In casa | In casa | In trasferta | In trasferta | In trasferta | Totale | Totale | Totale |
| Competizione      | Punti | G       | V       | P       | G            | V            | P            | G      | V      | P      |
| ----------------- | ----- | ------- | ------- | ------- | ------------ | ------------ | ------------ | ------ | ------ | ------ |
| 1. Bundesliga     | 43/20 | 16      | 16      | 0       | 14           | 10           | 4            | 30     | 26     | 4      |
| Coppa di Germania | -     | 1       | 1       | 0       | 2            | 2            | 0            | 4      | 4      | 0      |
| Coppa di Lega     | -     | -       | -       | -       | -            | -            | -            | 3      | 3      | 0      |
| Champions League  | 11    | 5       | 3       | 2       | 4            | 2            | 2            | 9      | 5      | 4      |
| Totale            | -     | 22      | 20      | 2       | 20           | 14           | 6            | 46     | 38     | 8      |

G = partite giocate; V = partite vinte; P = partite perse

### Statistiche dei giocatori
| Giocatore    | 1. Bundesliga | 1. Bundesliga | 1. Bundesliga | 1. Bundesliga | 1. Bundesliga | Coppa di Germania | Coppa di Germania | Coppa di Germania | Coppa di Germania | Coppa di Germania | Coppa di Lega | Coppa di Lega | Coppa di Lega | Coppa di Lega | Coppa di Lega | Champions League | Champions League | Champions League | Champions League | Champions League | Totale | Totale | Totale | Totale | Totale |
| Giocatore    | P             | PT            | AV            | MV            | BV            | P                 | PT                | AV                | MV                | BV                | P             | PT            | AV            | MV            | BV            | P                | PT               | AV               | MV               | BV               | P      | PT     | AV     | MV     | BV     |
| ------------ | ------------- | ------------- | ------------- | ------------- | ------------- | ----------------- | ----------------- | ----------------- | ----------------- | ----------------- | ------------- | ------------- | ------------- | ------------- | ------------- | ---------------- | ---------------- | ---------------- | ---------------- | ---------------- | ------ | ------ | ------ | ------ | ------ |
| A. Brehme    | 29            | 246           | 184           | 35            | 27            | 4                 | 43                | 33                | 8                 | 2                 | 2             | 18            | 14            | 2             | 2             | 9                | 73               | 55               | 10               | 8                | 44     | 380    | 286    | 55     | 39     |
| T. Carle     | 24            | 233           | 188           | 22            | 23            | 3                 | 44                | 32                | 4                 | 8                 | 2             | 35            | 24            | 5             | 6             | 9                | 111              | 88               | 10               | 13               | 38     | 423    | 332    | 41     | 50     |
| A. Dosanjh   | 7             | 9             | 5             | 4             | 0             | 2                 | 0                 | 0                 | 0                 | 0                 | -             | -             | -             | -             | -             | 3                | 0                | 0                | 0                | 0                | 12     | 9      | 5      | 4      | 0      |
| C. Kessel    | 24            | 165           | 144           | 18            | 3             | 4                 | 24                | 22                | 1                 | 1                 | 3             | 15            | 13            | 1             | 1             | 9                | 25               | 17               | 8                | 0                | 40     | 229    | 196    | 28     | 5      |
| A. Kowalski  | 9             | 0             | 0             | 0             | 0             | 2                 | 0                 | 0                 | 0                 | 0                 | 2             | 0             | 0             | 0             | 0             | 2                | 0                | 0                | 0                | 0                | 15     | 0      | 0      | 0      | 0      |
| M. Krauchuk  | 14            | 69            | 57            | 7             | 5             | 1                 | 6                 | 6                 | 0                 | 0                 | 1             | 7             | 7             | 0             | 0             | 2                | 0                | 0                | 0                | 0                | 18     | 82     | 70     | 7      | 5      |
| N. Mote      | 23            | 159           | 123           | 32            | 4             | 3                 | 26                | 19                | 7                 | 0                 | 2             | 17            | 14            | 3             | 0             | 6                | 53               | 40               | 12               | 1                | 34     | 255    | 196    | 54     | 5      |
| A. Ronkainen | 30            | 86            | 59            | 7             | 20            | 4                 | 15                | 11                | 2                 | 2                 | 3             | 1             | 0             | 0             | 1             | 9                | 4                | 0                | 0                | 4                | 46     | 106    | 70     | 9      | 27     |
| R. Schott    | 25            | 238           | 181           | 21            | 36            | 3                 | 37                | 34                | 0                 | 3                 | 3             | 28            | 18            | 0             | 10            | 9                | 79               | 60               | 5                | 14               | 40     | 382    | 293    | 26     | 63     |
| M. Šotola    | 27            | 420           | 337           | 35            | 48            | 3                 | 76                | 66                | 3                 | 7                 | 3             | 36            | 27            | 7             | 2             | 9                | 187              | 156              | 13               | 18               | 42     | 719    | 586    | 58     | 75     |
| S. Štalekar  | 17            | 94            | 65            | 29            | 0             | 2                 | 20                | 19                | 1                 | 0                 | 2             | 15            | 10            | 4             | 1             | 4                | 25               | 20               | 4                | 1                | 25     | 154    | 114    | 38     | 2      |
| J. Tille     | 29            | 68            | 12            | 21            | 35            | 4                 | 9                 | 2                 | 2                 | 5                 | 3             | 1             | 0             | 0             | 1             | 9                | 17               | 1                | 7                | 9                | 45     | 95     | 15     | 30     | 50     |
| Á. Trinidad  | 13            | 26            | 14            | 10            | 2             | 0                 | 0                 | 0                 | 0                 | 0                 | 3             | 3             | 1             | 1             | 1             | 5                | 5                | 2                | 3                | 0                | 21     | 34     | 17     | 14     | 3      |
| S. Tsuiki    | 26            | 0             | 0             | 0             | 0             | 4                 | 0                 | 0                 | 0                 | 0                 | 3             | 0             | 0             | 0             | 0             | 9                | 0                | 0                | 0                | 0                | 42     | 0      | 0      | 0      | 0      |

P = presenze; PT = punti totali; AV = attacchi vincenti; MV = muri vincenti; BV = battute vincenti